# Bulbophyllum lumbriciforme
Bulbophyllum lumbriciforme là một loài phong lan thuộc chi Bulbophyllum.